# Шишкинське
Ши́шкинське (каз. Шишкин) — село у складі Костанайського району Костанайської області Казахстану. Входить до складу Озерного сільського округу.
Населення — 282 особи (2021; 434 у 2009, 653 у 1999, 905 у 1989).